# Мокино (Пермский район)
Мокино — деревня в Пермском районе Пермского края. Входит в состав Култаевского сельского поселения.

## Географическое положение
Расположена на берегах реки Нижняя Мулянка, примерно в 3 км к юго-западу от административного центра поселения, села Култаево.

## Население
| 2010 | 2021  |
| ---- | ----- |
| 319  | ↗1325 |

## Топографические карты
- Лист карты O-40-76 Юго-камский. Масштаб: 1 : 100 000. Состояние местности на 1983 год. Издание 1984 г.